# ニール・テイラー (ギタリスト)
ニール・テイラー（Neil Taylor、1961年1月26日 - ）は、イギリス出身のギタリストであり、長年、ロビー・ウィリアムズと一緒に活動しており、以前はティアーズ・フォー・フィアーズのアルバムに参加したりツアー・メンバーを務めたことで知られている。

## 略歴
テイラーは、1980年代初頭にセッション・ミュージシャンとしてネオン（Neon）というバンドに加入する以前は、若い頃から地元のバンドで演奏を始めていた。その間にカート・スミスとローランド・オーザバルに出会い、彼らがティアーズ・フォー・フィアーズを結成した後、セカンド・アルバム『シャウト』（1985年）、そしてサード・アルバム『シーズ・オブ・ラヴ』（1989年）へのギター演奏とツアーへの参加を頼まれた。テイラーは1983年から1990年の間、一緒に何か所もツアーし、ライブ・コンサート・ビデオ『イン･マイ･マインズ･アイ～ライヴ･アット･ハマースミス･オデオン』（1984年）と『ライヴ・イン・サンタ・バーバラ』（1990年）に出演している。2003年にロビー・ウィリアムズ・バンドのレギュラー・メンバーになる前、1990年代にはさまざまなアーティストのアルバムやツアーで演奏を続けていた。
2011年に、ロビー・ウィリアムズのバンドを去ると、クリス・デ・バーと共に演奏を続けた。

## ソロ
2011年、テイラーは、最初のソロ・アルバム『No Self Control』をリリースし、Gary Nuttallのアシストでドイツ・ツアーを行った。2012年4月にはセカンド・アルバム『Chasing Butterflies』をリリースした。2013年に『No God Like Rock 'n' Roll』を発表した。

## ディスコグラフィ

### ソロ・アルバム
- No Self Control (2011年)
- Chasing Butterflies (2012年)
- No God Like Rock 'n' Roll (2013年)
- Silverwing (2015年)[4]

### 主な参加アルバム
- ティアーズ・フォー・フィアーズ: 『シャウト』 - Songs from the Big Chair (1985年)[1]
- レッド・ボックス: 『フォー・アメリカ』 - The Circle & The Square (1986年)
- クライミー・フィッシャー: 『エヴリシング』 - Everything (1987年)
- ジェーン・ウィードリン: 『FUR (ファー)』 - Fur (1988年)
- ホリー・ジョンソン: 『ブラスト』 - Blast (1989年)
- ティナ・ターナー: 『フォーリン・アフェア』 - Foreign Affair (1989年)
- モリッシー: "The Last of the Famous International Playboys" (1989年) ※シングル
- ティアーズ・フォー・フィアーズ: 『シーズ・オブ・ラヴ』 - The Seeds of Love (1989年)[1]
- イースターハウス: 『レッドバード』 - Waiting for the Redbird (1989年)
- プロパガンダ: 『ワン・トゥー・スリー・フォー』 - 1234 (1990年)
- ティナ・ターナー: 『シンプリー・ザ・ベスト』 - Simply the Best (1991年)
- ハワード・ジョーンズ: 『イン・ザ・ランニング』 - In the Running (1992年)
- サイモン・クライミー: 『ソウル・インスピレーション』 - Soul Inspiration (1992年)
- ビラヴィッド: 『コンシェンス』 - Conscience (1993年)
- ウェンディ・ジェイムス: 『ナウ・エイント・ザ・タイム・フォー・ユア・ティアーズ』 - Now Ain't the Time for Your Tears (1993年)
- クリス・デ・バー: 『ジス・ウェイ・アップ』 - This Way Up (1994年)
- ヘザー・ノヴァ: 『サイレン』 - Siren (1998年)
- ロビー・ウィリアムズ: 『シング・ホエン・ユーアー・ウィニング』 - Sing When You're Winning (2000年)
- ナタリー・インブルーリア: 『ホワイト・リリーズ・アイランド』 - White Lilies Island (2001年)
- ネイキッド・アイズ: Everything and More (2001年) ※ネオン時代の音源も収録したコンピレーション・アルバム
- ニック・カーター: 「ヘルプ・ミー」 - "Help Me" (2002年) ※シングル
- ロビー・ウィリアムズ: 『エスカポロジー』 - Escapology (2003年)
- ブライアン・マックファーデン: 「リアル・トゥ・ミー」 - "Real to Me" (2004年) ※シングル
- ナタリー・インブルーリア: 『カウンティング・ダウン・ザ・デイズ』 - Counting Down the Days (2005年)
- ロビー・ウィリアムズ: 『インテンシヴ・ケア』 - Intensive Care (2005年)
- ジェイムス・モリソン: 『ジェイムス・モリソン』 - Undiscovered (2006年)
- ロビー・ウィリアムズ: 『ルードボックス』 - Rudebox (2006年)
- ロビー・ウィリアムズ: Under the Radar Volume 1 (2014年)
- ロビー・ウィリアムズ: Under the Radar Volume 2 (2017年)